# اعتراضات ۱۳۴۸ تهران
اعتراضات اسفند ۱۳۴۸ تهران مجموعه اعتراضات و شورش‌هایی بود که ۴ و ۵ اسفند ۱۳۴۸ در تهران روی داد. این ناآرامی‌ها به دلیل افزایش قیمت بلیت اتوبوس در تهران و یکی از درگیری‌ها و اعتراضات دهه ۱۳۴۰ و ۱۳۵۰ در ایران بود.

## پیش زمینه
در تاریخ ۳ اسفند ۱۳۴۸ شرکت واحد اتوبوس‌رانی تهران در خط مسیر اتوبوس‌ها تغییراتی انجام داد و در نتیجه این تغییرات عملاً نرخ اتوبوس‌ها افزایش پیدا کرد. در بعضی از خطوط این افزایش تا ۳ برابر هم رسید.

## درگیری‌ها
پس از این افزایش قیمت از بامداد ۴ اسفند ۱۳۴۸ دانشجویان تهران در مقابل دانشگاه، اتوبوس‌های شرکت واحد را سنگباران کردند و مانع آمد و شد آنها در خیابان‌ها شدند. زد و خورد میان پلیس و دانشجویان در مقابل دانشگاه آغاز شد. به وسیله دانشجویان چندین اتوبوس به آتش کشیده شد. پلیس با درگیر شدن با دانشجویان عده‌ای را کشته و برخی دیگر را زخمی کرد. تعداد زیادی از دانشجویان در این شورش بازداشت شدند. پیرو این اعتراضات مردم نیز در بازار و مراکز شهر به اتوبوس‌ها حمله کردند و خواهان لغو افزایش قیمت شدند. محمدرضا پهلوی، عباس هویدا را مأمور رسیدگی به مشکل ایجاد شده کرد. پس از تشکیل جلسه ویژه هیئت دولت قیمت‌ها به حالت قبل بازگشت.
این اعتراضات، نخست غیر سیاسی بود و دانشجویان زیادی در آن شرکت کرده بودند، ولی کم‌کم حال و هوای سیاسی پیدا کرد و دانشجویان دانشگاه‌های تهران با برپایی تظاهرات خواستار آزادی بازداشت شدگان گردیدند.

## شعار
شعار دانشجویان در این درگیری‌ها خطاب به شاه این بود:
دزدی ز کیسه ما دگر بس است خائن

## پس از اعتراضات
در تاریخ ۵ اسفند ۱۳۴۸ مدیر عامل شرکت واحد اتوبوس‌رانی تهران گفت برای جبران کسر بودجه، شرکت راهی جز افزایش قیمت نداشت. پس از آن دولت هم تعهد نمود کسر بودجه شرکت را بپردازد.

## آزادی دانشجویان
در ۹ اسفند ۱۳۴۸ کلیه دانشجویانی که در تظاهرات دستگیر شده بودند با ضمانت دانشگاه‌ها آزاد شدند.